# Ambasciata d'Italia a Nairobi
L'ambasciata d'Italia a Nairobi è la missione diplomatica della Repubblica Italiana in Kenya, con accreditamento secondario presso le Seychelles. Essa funge anche da rappresentanza permanente presso i Programmi delle Nazioni Unite per l'ambiente e per gli insediamenti umani.
La sede dell'Ambasciata e della Cancelleria Consolare è a Nairobi, nel quartiere di Gigiri, dove si trovano anche la maggior parte delle ambasciate, Organizzazioni internazionali (tra cui l'Ufficio delle Nazioni Unite) e alcuni uffici governativi. La residenza è situata invece in Karura Avenue, nel quartiere residenziale di Muthaiga.

## Altre sedi diplomatiche dipendenti
La missione italiana in Kenya conta anche una rete consolare, dipendente dalla sezione consolare dell'ambasciata:
- Consolato onorario a Mombasa
- Consolato onorario a Malindi
- Corrispondente consolare a Diani
- Corrispondente consolare a Kilifi
- Corrispondente consolare a Watamu
- Consolato onorario a Mahé ( Seychelles)